# Пробачте нас
«Пробачте нас» (азерб. «Bizi bağışlayın») — радянський художній фільм режисера Аріфа Бабаєва. Екранізація однойменного оповідання Юрія Бондарева, знята у 1979 році.

## Сюжет
Герой фільму, відомий вчений, після двадцятирічної перерви приїжджає в рідне місто.

## У ролях
- Гасан Мамедов — Нариман
- Олена Фадеєва — Марія Петрівна
- Откям Іскендеров — Нариман в юності
- Аріадна Шенгелая — Клара
- Саїда Кулієва — Клара в юності
- Гаджи Мурад Ягіазаров — Валід

## Знімальна група
- Автор сценарію: Аглая Богословська
- Режисер-постановник: Аріф Бабаєв
- Оператор-постановник: Фікрет Аскеров
- Художник-постановник: Кяміль Наджафзаде
- Композитор: Емін Сабітоглу
- Звукооператор: Марат Іскендеров